# Campanha presidencial de Ronaldo Caiado em 1989
A candidatura à presidência de Ronaldo Caiado teve início em 21 de fevereiro de 1989, quando a União Democrática Ruralista, do qual era presidente, em assembleia extraordinária no centro de convenção em Brasília com a presença de 300 presidentes e delegados regionais, foi proclamado candidato a presidência da república. Liberado e licenciado do cargo pela UDR  para iniciar articulações com partidos políticos em busca de uma legenda. Pela legislação eleitoral teria até 15 de maio de 1989, data limite para a sua filiação partidária.

## Antecedentes
Descende de uma família tradicional da política goiana, formado em medicina na Escola de Medicina e Cirurgia da Universidade Federal do Estado do Rio de Janeiro (UNIRIO), produtor rural, ligou-se à Associação Goiana de Criadores de Zebu, à Sociedade Goiana de Pecuária e Agricultura e à Associação Goiana de Criadores de Nelore. Em 1985, durante o governo José Sarney, os latifundiários se sentiram ameaçados com a possibilidade da reforma agrária quando um conflito de terras na região do Triângulo Mineiro resultou na desapropriação da fazenda Barreiro. Logo em seguida, Caiado criou a União Democrática Ruralista (UDR), entidade associativa que visa defender os interesses dos proprietários rurais e, tornando-se seu presidente, ingressou na vida política. Em 11 de julho de 1987, liderou uma passeata de 40 mil produtores rurais, em Brasília, contra a proposta de reforma agrária defendida por partidos de esquerda na Constituinte.

## Candidatura

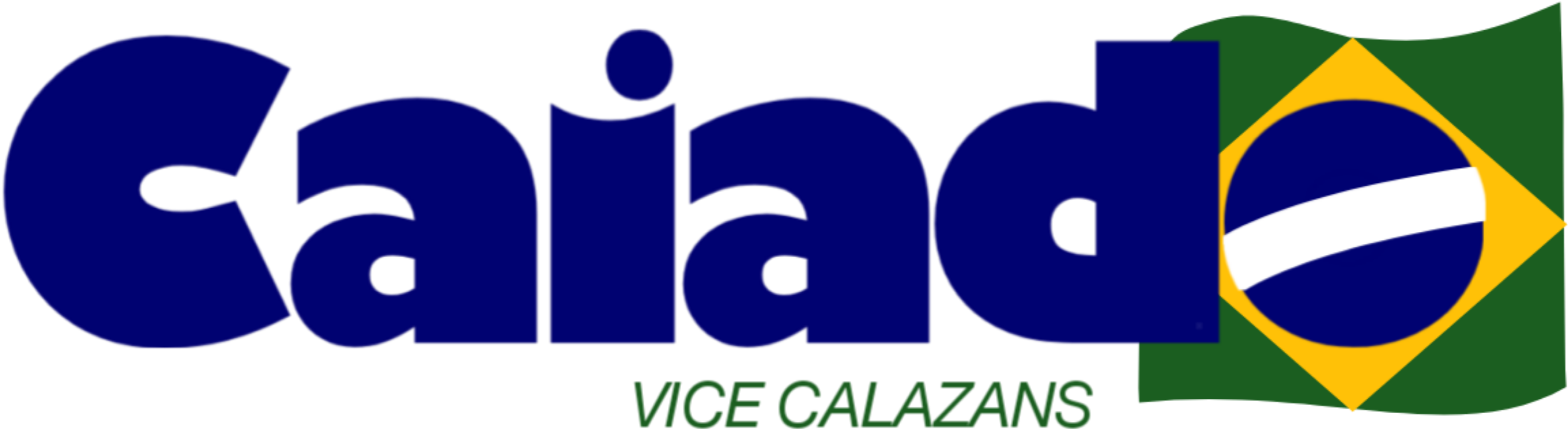
Logotipo utilizada na campanha de Ronaldo Ramos Caiado (PSD) e seu vice Camilo Calazans (PDN)

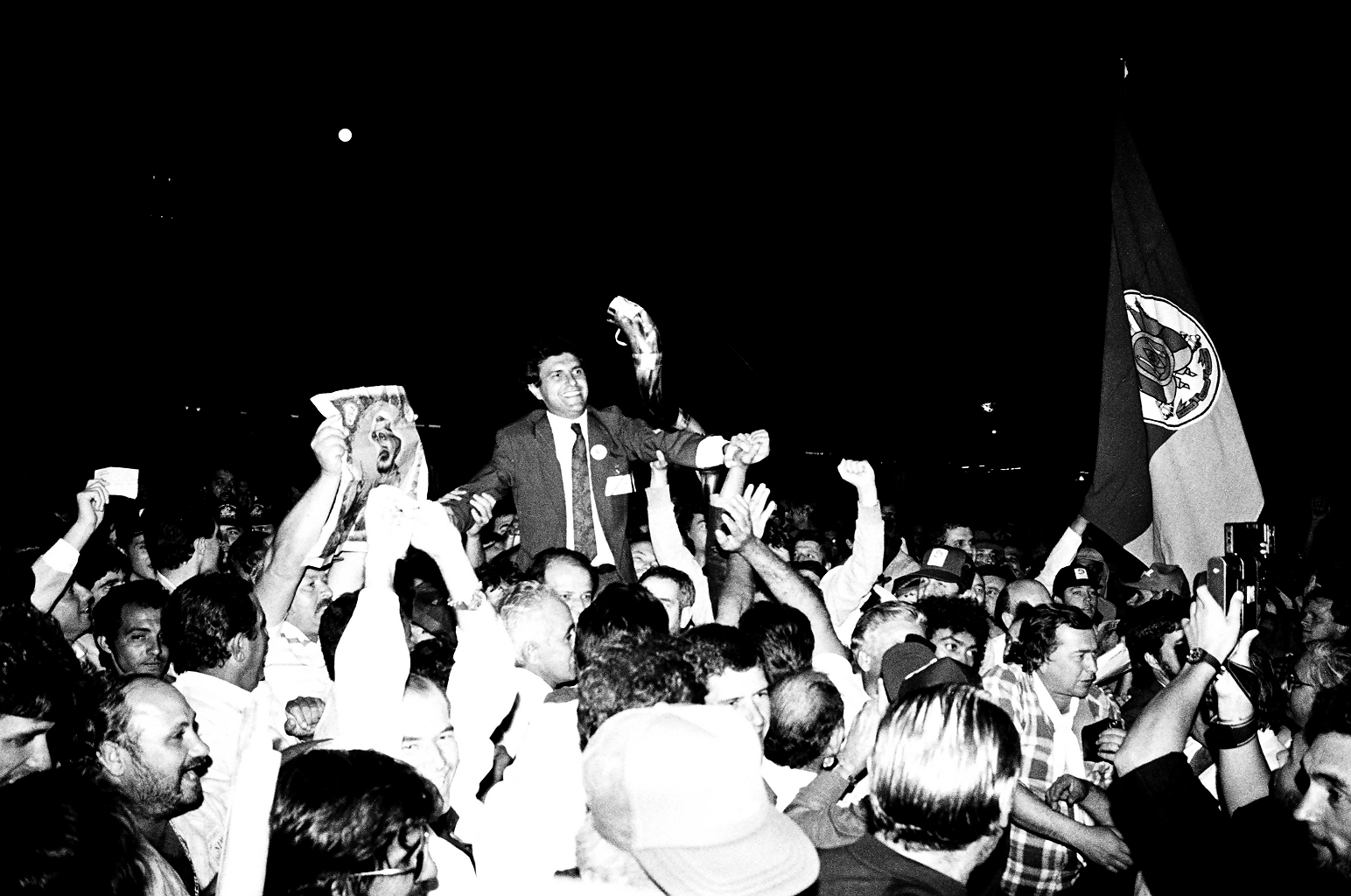
Comício de Caiado em junho de 1988.

Embora estivesse filiado no Partido da Frente Liberal de Anápolis em fevereiro de 1989, na época aclamado pela UDR, como o candidato a presidência da república representante da entidade. O PFL, mesmo sem deixar o Governo Sarney, realizou uma prévia a fim de escolher seu candidato a presidente da República numa disputa que não citou Caiado, ficando entre Aureliano Chaves, Marco Maciel e Sandra Cavalcanti cujo resultado apontou a vitória de Aureliano Chaves, em 21 de maio de 1989. Homologado em convenção nacional, teve o paulista Cláudio Lembo na vaga de vice-presidente.
No encalço de um partido, embora dirigentes da UDR registraram uma sigla partidária brasileira o Partido Democrático Nacional, fundada em 1989 e extinta no mesmo ano. Com a volta do horário eleitoral gratuito exibido simultaneamente em todas emissoras de TV aberta e de rádio AM e FM do país, Ronaldo Caiado, necessitava de um tempo maior como único método de propagar suas ideias até então mobilizava apenas grandes proprietários rurais do Brasil, tendo em vista defender seus interesses na Assembleia Constituinte de 1987, com atuação dos ruralistas, a Constituição de 1988. De olho nos 10 minutos no horário eleitoral do Partido Democrata Cristão, filiou em 23 de maio de 1989, enfrentando fortes oposições, o PDC estava dividido entre a candidatura própria e o apoio a outros candidatos. O grupo liderado pelo senador e presidente do partido Mauro Borges queria apoiar Leonel Brizola, do PDT, enquanto outros integrantes do partido manifestavam interesse em apoiar Guilherme Afif Domingos, do PL ou Fernando Collor de Mello, do PRN. Havia, ainda, a possibilidade de José Maria Eymael ser o candidato à presidência pelo PDC, cuja força política (na época, o partido possuía 3 senadores, 18 deputados federais, 3 governadores, 515 prefeitos e 2.160 vereadores pelo Brasil) estava no horário eleitoral, caso a candidatura própria fosse aprovada ou se o partido integrasse alguma coligação. Sufocado no PDC, Caiado deixa a legenda. E em julho do mesmo ano, o Partido Democrata Cristão decidiu apoiar a candidatura de Guilherme Afif Domingos, do PL.
Após a desistência de Jânio Quadros devido a saúde frágil, Luis Pacces Filho, então presidente do PSD, convida Ronaldo Caiado, que filia-se em 3 de Julho de 1989, então com 39 anos (faria 40 durante a campanha) e que faria sua estreia como candidato a cargos eletivos, a disputar a presidência da República pelo Partido Social Democrático , com seus cinco minutos no horário eleitoral. Homologada em convenção do Partido Social Democrático em 9 de Julho de 1989 no Parque da Cidade com grande Churrasco, oficializou a coligação: União Campo Cidade (PSD, PDN). Ronaldo Caiado, do Partido Social Democrático utilizou o 51 número eleitoral do Partido Democrático Nacional (posteriormente atribuído ao Patriota).

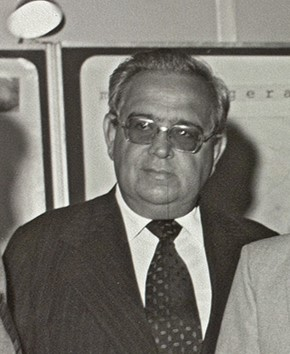
O segundo candidato a vice-presidente de Caiado em 1989, Camilo Calazans, que presidiu o Banco do Brasil entre 1985 e 1988.

Para o posto de vice da chapa de Caiado, o escolhido é o foi o economista aracajuano, Camillo Calazans de Magalhães, ex-presidente do Banco do Brasil, cargo para o qual havia sido indicado por Tancredo Neves, eleito presidente da República pelo Colégio Eleitoral reunido em 15 de janeiro daquele ano para a sucessão do presidente Figueiredo. Todavia, por motivo de doença Tancredo não pôde assumir a presidência, vindo a falecer em 21 de abril, quando o vice-presidente José Sarney foi confirmado no cargo que já vinha exercendo interinamente desde 15 de março.
Faltando apenas 15 dias para a realização do primeiro turno, com a campanha presidencial em andamento os presidenciáveis foram surpreendidos com a entrada de Silvio Santos na disputa, pelo inexpressivo PMB, substituindo Armando Corrêa, o candidato oficial do partido. Várias pesquisas mostravam o apresentador e empresário em primeiro lugar. Desde então, pedidos de impugnação e também da perda de registro partidário surgiram durante a campanha (Eduardo Cunha, que posteriormente seria eleito deputado federal, foi um dos que pediriam a extinção da legenda) até que em novembro, o Tribunal Superior Eleitoral cassou o PMB por irregularidades em seus registros e Silvio Santos teve a candidatura barrada - o que, segundo o ex-senador e ex-deputado Marcondes Gadelha (candidato a vice na chapa de Silvio) afirmou no livro "Sonho sequestrado: Silvio Santos e a campanha presidencial de 1989", fora uma "conspiração política" - . fazendo com que Fernando Collor voltasse à liderança das pesquisas.

## Resultado
Não eleito , obtendo a soma de 488 872 votos, o equivalente a 0,68%, ficou em décimo lugar no pleito e apoiou o candidato vitorioso, Fernando Collor, do Partido da Reconstrução Nacional (PRN), no segundo turno.

## Legado
Foi eleito a Câmara dos Deputados. nas eleições de 1990, foi o mais votado dos 17 deputados federais em Goiás, alcançando a soma de 98.256 votos, é o atual governador do Estado de Goiás. Pelo mesmo estado, foi senador e deputado federal por cinco mandatos e um dos membros mais ativos da bancada ruralista do Congresso Nacional.